# Complexo de cadeias
Em topologia algébrica e em álgebra homológica, um complexo de cadeias é uma sequência de grupos abelianos e homomorfismos. Um complexo de cocadeias é semelhante a um complexo de cadeias, exceto que seus homomorfismos seguem uma convenção diferente. A homologia de um complexo de cocadeias é chamada de cohomologia.

## Definições
Um complexo de cadeia é uma sequência de grupos abelianos ou módulos ..., A0, A1, A2, A3, A4, ... conectados por homomorfismos (chamados de operadores de fronteira ou diferenciais) dn : An → An−1, de forma que a composição de quaisquer dois mapas consecutivos seja o mapa zero. Explicitamente, os diferenciais satisfazem dn ∘ dn+1 = 0, ou com índices suprimidos, d2 = 0. O complexo pode ser escrito da seguinte forma.
{\displaystyle \cdots \to A_{n+1}{\xrightarrow {d_{n+1}}}A_{n}{\xrightarrow {d_{n}}}A_{n-1}{\xrightarrow {d_{n-1}}}A_{n-2}\to \cdots {\xrightarrow {d_{2}}}A_{1}{\xrightarrow {d_{1}}}A_{0}{\xrightarrow {d_{0}}}A_{-1}{\xrightarrow {d_{-1}}}A_{-2}{\xrightarrow {d_{-2}}}\cdots }
tais que {\displaystyle d_{n}\circ d_{n+1}=0}.
Os complexos de cadeias fazem parte da definição dos grupos de homologia.